# Gaja Alaga
Gaja Alaga (Lemeš, Sombor, Srbija, 3. srpnja 1924. – Zagreb, Hrvatska, 7. rujna 1988.), hrvatski fizičar. Podrijetlom iz stare hrvatske bunjevačke plemićke obitelji (Bačka, Vojvodina), koja je od cara primila plemstvo za vojne zasluge. Diplomirao (1950.) i doktorirao (1955.) na Prirodoslovno-matematičkom fakultetu u Zagrebu gdje je bio i zaposlen. Bio je redoviti profesor od 1966., pročelnik Fizičkog odsjeka (od 1965. do 1966.), dekan (od 1982. do 1986.). Urednik znanstvenog časopisa Fizika (od 1978. do 1988.). Otkrio (1955.) izborna pravila za kolektivni model atomske jezgre i izborna pravila za beta-prijelaze i gama-prijelaze u slučaju jake deformacije čestičnih orbitala. Kasnija istraživanja mnogih eksperimentalnih fizičara u svijetu potvrdila su ispravnost tih pravila za mnoge prijelaze u atomskim jezgrama. U svjetskoj znanosti ta se otkrića citiraju kao Alagina pravila (eng. Alaga rules). Razvio model nuklearne grozdaste strukture s vezanjem triju čestica na vibracije i otkrio izborna pravila za tip kvazirotacijskih vrpca. Član Hrvatske akademije znanosti i umjetnosti ili HAZU (ondašnji JAZU) od 1968. Dobio je državnu nagradu "Ruđer Bošković" (1968.).

## Životopis
Rođen u hrvatskoj zemljoposjedničkoj obitelji iz Vojvodine.
Studirao je teorijsku fiziku na Tehničkom fakultetu u Budimpešti, a nastavio u Zagrebu na Tehničkom i Prirodoslovnom fakultetu kod Ivana Supeka gdje je i diplomirao 1950. 
Nakratko je 1949. godine bio izbačen sa Sveučilišta u vrijeme čistki, budući da je bio iz zemljoposjedničke obitelji te je bio obilježen kao sin kulaka. Već naredne godine imenovan je za asistenta na Prirodoslovnom fakultetu. Od 1952. do 1954. boravi na specijalizaciji u Institutu "Niels Bohr" u Kopenhagenu, Sveučilištu Berkeley u Kaliforniji i Sveučilištu Ludviga Maksimilijana u Münchenu. Godine 1955. doktorirao je, 1958. izabran je za docenta, 1961. za izvanrednog profesora i 1966. za redovitog profesora u Zavodu za teorijsku fiziku Prirodoslovnog-matematičkog fakulteta. Od 1952. sudjelovao je i u znanstvenom radu na Institutu "Ruđer Bošković", gdje je bio i pročelnikom.
Suotkrivačem je 1955. K-izbornih pravila i pravila intenziteta za beta- i gama-prijelaze u deformiranim jezgrama, zajedno s danskim fizičarem A. N. Bohrom i američkim fizičarem B. R. Mottelsonom, koji su, nastavljajući rad u tom području, 1975. dobili Nobelovu nagradu za fiziku 1975. U fizici je najpoznatiji po otkriću pravila čestičnog ponašanja, poznatih i kao Alagina izborna pravila, odnosno Alagina pravila, a koja se odnose na beta- i gama-prijelaze pri jakim izobličenjima čestičnih orbitala. Ubrzo nakon tog velikog otkrića (K-izborna pravila), Alaga je sam otkrio jedan novi asimptopski tip izbornih pravila u deformiranim jezgrama i objavio ga u američkom znanstvenom časopisu Physical Review. Ta dva otkrića spadaju među najcitiranije publikacije hrvatskih znanstvenika u svjetskoj znanstvenoj literaturi pod nazivom Alaga rules. Otklonivši mnoge primamljive ponude iz vodećih svjetskih znanstvenih centara odabrao je Zagreb za mjesto svog stalnog znanstvenog i nastavnog angažmana. Bio je pionir teorijske fizike atomskih jezgara i učitelj generacija teorijskih fizičara.

### Model ljusaka
Model ljusaka opisuje jezgru atoma kao da je izgrađena od međusobno neovisnih ljusaka protona i neutrona djelomično analognih ljuskama koje opisuju raspored elektrona u atomu. Razvila ga je M. Goeppert-Mayer (1949.). Stabilnost jezgre ovisi o broju nukleona, a najstabilnije su jezgre punih ljusaka koje imaju magični broj protona i neutrona. One su i sferno simetrične. Nuklearna deformacija u modelu ljusaka je odstupanje jezgre od sferične ili osne simetrije; povezana je s kolektivnim gibanjima nukleona. Ona dovodi do pobuđenja valentnih nukleona, ali i do dinamičkih deformacija (vibracija) te statičkih deformacija (rotacija). Za razvoj modela deformiranih jezgri zaslužni su G. Alaga te A. N. Bohr, B. R. Mottelson i J. Rainwater.

## Drugi angažmani
- počasni član Mađarskog fizikalnog društva,
- dekan Prirodoslovno-matematičkog fakulteta,
- predstojnik Zavoda za teorijsku fiziku Prirodoslovno-matematičkog fakulteta,
- predstojnik Znanstvenog vijeća Zavoda za teorijsku fiziku "Ruđer Bošković",
- predsjednik Društva matematičara i fizičara Hrvatske,
- predsjednik Sekcije nuklearnih fizičara Jugoslavije,
- predsjednik Zajednice za fiziku Hrvatske,
- glavni i odgovorni urednik časopisa Fizika,
- član Komisije Europskog fizikalnog društva,
- član uredništva Physis Letters, i nositelj brojnih drugih stručnih zvanja.

## Djela
- Teorijska fizika i struktura materije, 1988. (suautor s Ivanom Supekom i ostalima)

## Nagrade i priznanja
- primljen je u HAZU (ondašnji JAZU) 1968.,
- za svoj rad je iste 1968. godine dobio republičku Republičku nagradu "Ruđer Bošković" za znanstveni rad,
- počasna medalja Sveučilišta u Bruxellesu,
- po njemu je nazvana ulica u Zagrebu ulica Gaje Alage.

## Vanjske poveznice
- Središnja knjižnica za fiziku Biografije
- Izbor izložbe Znanost u Hrvata Razvoj hrv. fizike od 1875.
- (engl.) History of Croatian science